# Winthorpe (Lincolnshire)
Winthorpe – wieś w Anglii, w Lincolnshire, w dystrykcie East Lindsey, w civil parish Skegness/Addlethorpe. Leży 59,3 km od Lincoln i 185,4 km od Londynu.
W 1921 roku civil parish liczyła 698 mieszkańców.